# 烏多爾福鎮區 (明尼蘇達州毛爾縣)
烏多爾福鎮區（英語：Udolpho Township）是位於美國明尼蘇達州毛爾縣的一個行政鎮區。

## 歷史
烏多爾福鎮區於1858年設立，得名自安·拉德克利夫的文學作品《奧多芙的神祕》（The Mysteries of Udolpho）。

## 地方資料
烏多爾福鎮區的面積為93.45平方千米，皆為陸地。根據2020年美國人口普查的數據，當地共有人口415人，而人口密度為每平方千米4.44人。